# 手越增田 2009 第1次巡迴演唱會～手越增田之歌～
《手越增田 2009 第1次巡迴演唱會～手越增田之歌～》為日本男偶像音樂組合－手越增田的第一張巡迴演唱會DVD。

## 概要
隨著專輯「手越增田之歌」發行，手越增田首次舉辦巡迴演唱會，此為收錄其內容的DVD。
除了收錄2009年8月5日於代代木競技場舉行的演唱會本篇及ENCORE，還有手越增田特地錄製的訪問及演唱會各地的幕後花絮影像。
- 初回、普通版皆為DVD雙片裝，收錄內容皆相同。

### 初回限定版
- 特殊包裝（外加紙盒形式）
- 36頁寫真書

### 通常版
- 3面6頁寫真書

## 收錄内容[3]

### DISC1
1. 味噌湯
2. 圓的力量
3. 我們的歌
4. MC
5. 七夕祭典
6. 餞別
7. 雨過天晴
8. POWER OF EARTH
9. 噴嚏
10. 莎唷娜啦我的城市
11. MC
12. 砂時計
13. 假如我是波吉…
14. 唯一的心願
15. 我的灰姑娘
16. MC
17. 膽小男孩
18. MC
19. La‧La‧櫻花
20. What's going on?
21. Chocolate
22. HIGHWAY
23. Fantastipo
24. MC
25. 愛的小傘
26. 永不結束
27. 妳＋我＝LOVE？

### DISC2
1. 小小的單戀 [ENCORE]
2. KISS～回家路上的情歌～ [ENCORE]
3. 永遠 [ENCORE]
4. Interview & Tour Documentary～手越增田之另一面～

## 資料來源
1. ↑  「Johnny's net」檢閱日期：2015年11月10日。
2. ↑  「愛貝克思官方網站 - 手越增田歷年作品 （页面存档备份，存于）」檢閱日期：2015年11月10日。
3. ↑  「愛貝克思官方網站 - 手越增田歷年作品 （页面存档备份，存于）」檢閱日期：2015年11月10日。